# Irrigazione

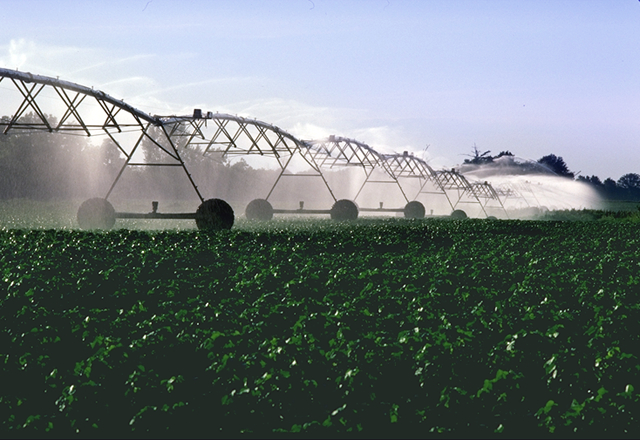
Tecnica di irrigazione di un campo agricolo che impiega l'utilizzo di un pivot

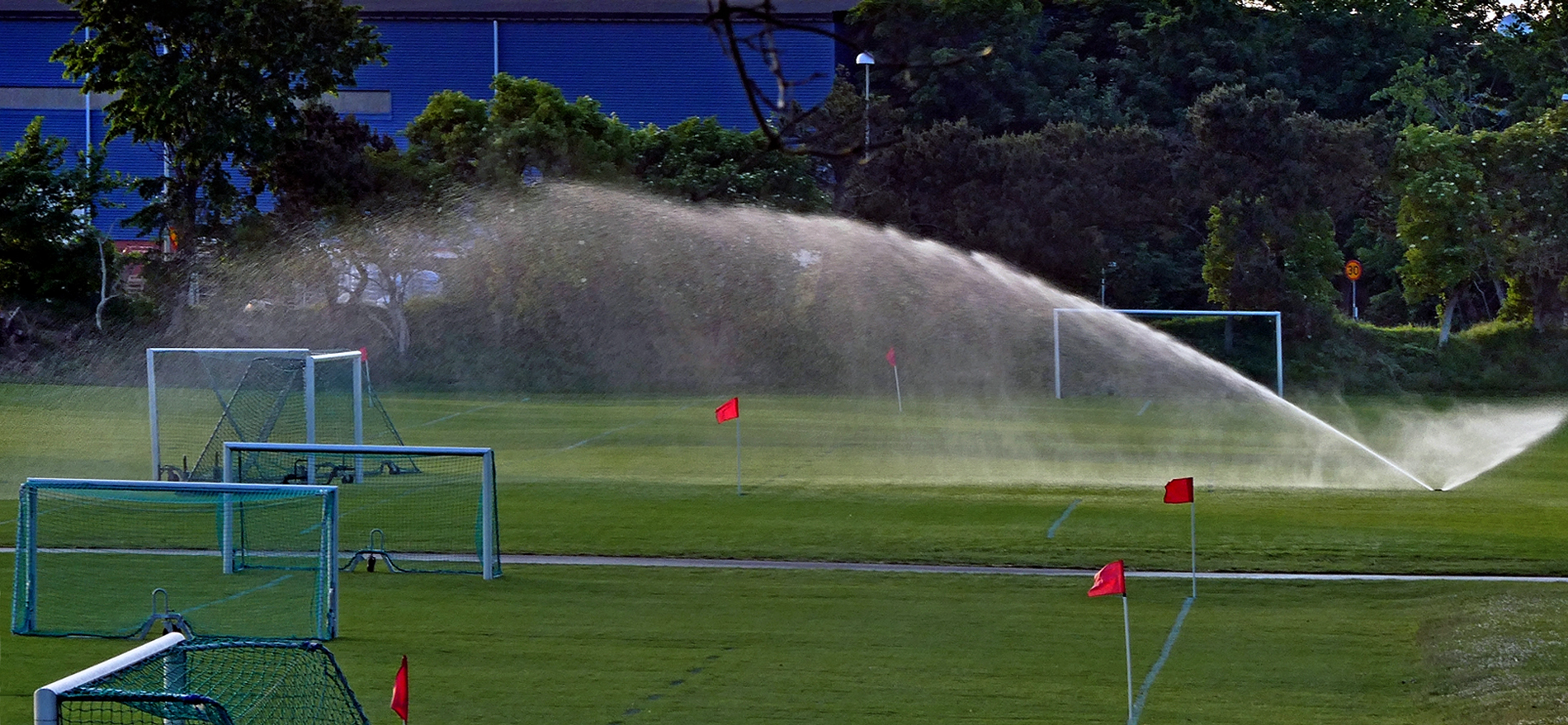
Irrigazione del campo di calcio in Ystad 2020

L'irrigazione, in agronomia, è una delle principali operazioni colturali che si prefigge differenti scopi secondo il contesto ambientale e operativo. Nei casi più ricorrenti, questa tecnica si identifica con l'irrigazione umettante, finalizzata a incrementare l'umidità del terreno, quando gli apporti idrici naturali e le riserve immagazzinate sono insufficienti a coprire il fabbisogno delle colture. In questi casi, l'umidità del terreno rappresenta un fattore limitante, perciò la tecnica incrementa la produttività di un terreno agrario offrendo come risultato un miglioramento della resa quantitativa e, talvolta, della resa qualificativa.
Il termine italiano "irrigazione" deriva direttamente dal latino classico irrigare = in + rigare (far scorrere in canali), da cui discendono il sostantivo irrigatio e l'aggettivo irriguus. Con significato simile si usa anche il verbo rigare e il sostantivo rigatio. Questi vocaboli latini sono presenti negli antichi trattati d'agricoltura, mentre nel Medioevo fanno parte della lingua delle persone colte, che li usano negli scritti in latino e talvolta nelle poesie in volgare. Nel corso del Cinquecento il verbo è utilizzato principalmente dai poeti. Il progressivo abbandono del latino come lingua scientifica ha favorito il trasferimento di termini colti come "irrigare" e "irrigazione" nella lingua italiana, anche se spesso sono affiancati da quelli più popolari o presenti nei dialetti.

## Storia
L'irrigazione è una pratica antichissima.
Dopo avere ricavato il proprio frumento, per quattromila anni, sui rilievi semiaridi che attorniano le valli del Tigri e dell'Eufrate. I primi coltivatori dell'Eurasia pensarono di coltivarlo durante le piene primaverili dei due fiumi, al centro della grande valle, dove la piovosità è quasi nulla.
L'uso delle piene avrebbe imposto la loro regolamentazione, l'organizzazione di grandi masse di lavoratori, liberi o schiavi, e la costruzione di immensi depositi per raccogliere il prodotto che maturava in due-tre settimane, ma che era sufficiente all'alimentazione delle popolazioni per l'intero anno.
È stato autorevolmente sostenuto che, se la nascita dell'agricoltura aveva imposto la dimora stabile dei coltivatori e determinato la nascita del villaggio, quella dell'irrigazione impose la nascita della città, con l'apparato amministrativo necessario a ripartire i frutti della terra, quindi il diritto, e l'esercito necessario a difendere immense aree coltivate dalle razzie dei popoli pastori, sempre pronti a mietere dove non avessero seminato.
Nata in Mesopotamia, la prima civiltà irrigua avrebbe conosciuto la propria copia in Egitto, oltre un millennio più tardi sarebbe stata ricalcata, in Asia, dalla civiltà del riso (ad esempio il sistema di irrigazione  Kalawewa di Ceylon), con due millenni di ritardo ulteriore, da quella del mais in Messico e in Perù.

### Medioevo: l'apporto degli Arabi
Nell'Occidente l'irrigazione si è sviluppata lentamente.
Nel Mediterraneo l'hanno propagata, in Andalusia e in Sicilia, gli Arabi. Così si è verificato il prodigio dell'irrigazione padana, il fattore che avrebbe assicurato all'Italia un decisivo vantaggio economico su tutti i paesi del continente, come attestano gli splendori della civiltà italiana del Basso Medioevo e del Rinascimento.
Singolarmente l'Italia non ha nessuno scrittore di fatti agrari che comprenda, per tre secoli, la portata dell'economia fondata sull'irrigazione. Il primo agronomo ad attestarne il ruolo in termini economici, agronomici, demografici, è, nel Cinquecento, Agostino Gallo.

### Il Novecento

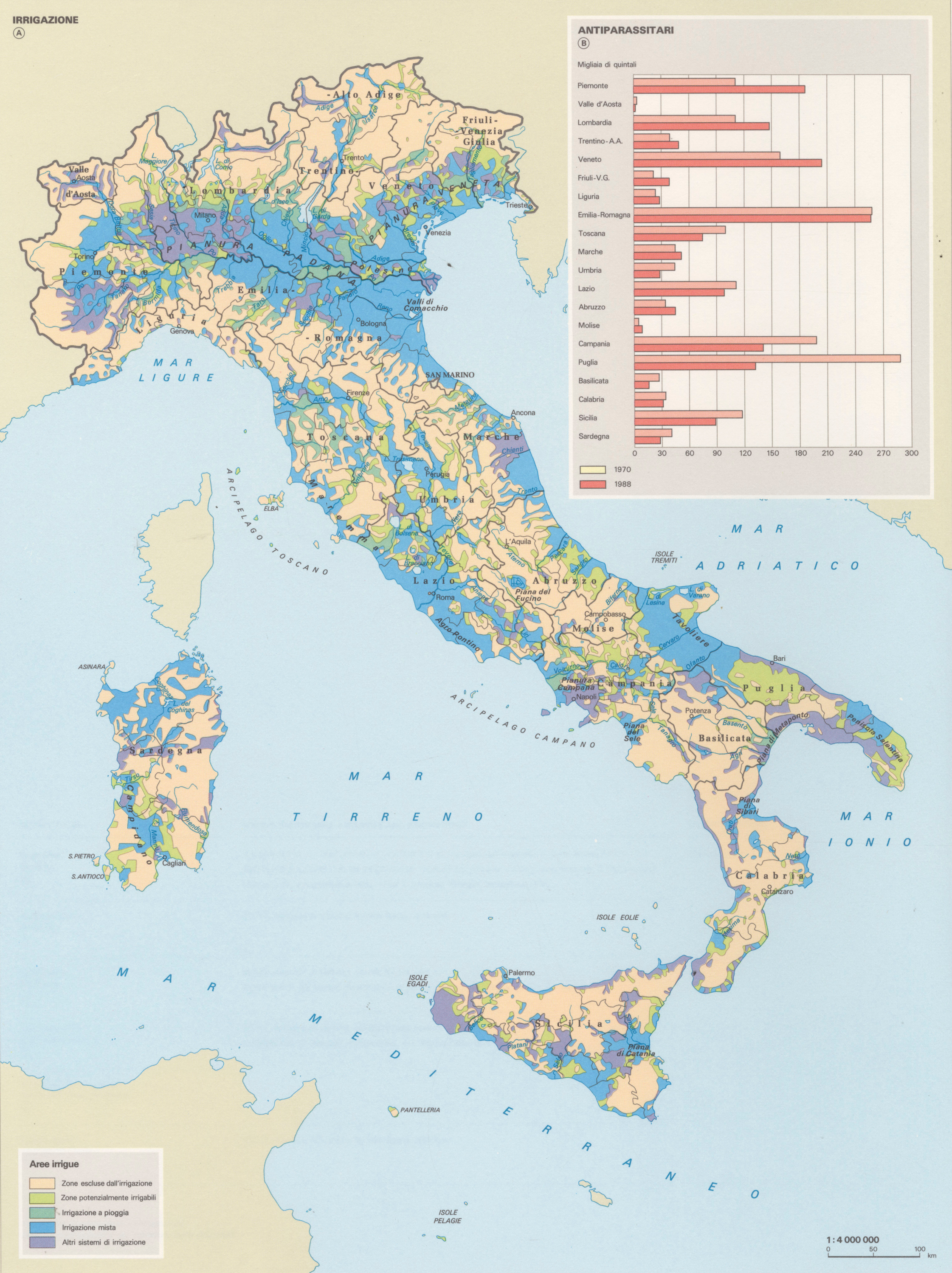
Irrigazione per regione in Italia (Atlante tematico d'Italia, Touring Club Italiano, 1992)

Nei secoli successivi l'irrigazione non conobbe sviluppi significativi: la sua dilatazione prodigiosa iniziò, sospinta dalla tumultuosa crescita demografica, all'alba del Novecento, e procede, in crescendo esponenziale, fino al Duemila. Dalle prime dighe di Assurbanipal e di Ramsete, in quattromila anni all'alba del secolo l'uomo ha costruito dighe e canali per irrigare 40 milioni di ettari, che nel 1950 superano i 110, nel 1999 i 260, oggi il fulcro della produzione agricola mondiale: 17 per cento della superficie, 40 per cento della produzione delle derrate chiave. Su 260 milioni di ettari vengono impiegati, annualmente, 3 100 chilometri cubici di acqua, oltre il 70 per cento delle disponibilità mondiali.

### Il futuro
Mentre tutte le proiezioni prevedono, nei prossimi trent'anni, la dilatazione della domanda alimentare, che secondo autori autorevoli raddoppierà, al quesito se sarà possibile estendere ulteriormente le aree irrigue è più verosimile si debba dare risposta negativa che risposta positiva.
Mentre non è agevole ridurre i consumi dell'agricoltura, siccome per ogni chilogrammo di sostanza secca prodotta occorrono, biologicamente, 250-300 litri d'acqua, oltre a quella che è inevitabile disperda il vento e assorba l'atmosfera, e produrre 10 tonnellate di cereali impone, mediamente, l'impiego di 10 000 tonnellate di acqua, le disponibilità sono sempre più intensamente contese all'agricoltura dalle città e dalle industrie, e non esistono, sul planisfero, grandi pianure i cui fiumi, se l'orografia consentisse di realizzare grandi dighe, non siano state erette.

## Tipologie di irrigazione

### Finalizzate all'incremento della resa
Sono le tecniche più antiche, basate sull'apporto di acqua per reintegrare quella assorbita dalle piante e non pervenuta alle stesse per mezzo di fenomeni atmosferici.

#### Totalitaria
Quella quotidiana e regolare, adatta al mantenimento del rapporto acqua/vegetale. Quando sopperiscono all'intero fabbisogno idrico delle colture per tutto il ciclo.

#### Di soccorso
Per irrigazione di soccorso, si intende l'irrigazione che si fa a un terreno quando si verificano condizioni climatiche non previste tali da pregiudicare la resa della coltura in atto.

#### Ausiliarie
Per irrigazione ausiliaria, si intendono quelle operazioni di irrigazione atte ad aiutare la coltura in atto in particolari situazioni di debolezza. La differenza tra l'irrigazione ausiliaria e quella di soccorso sta nel fatto che nell'irrigazione di soccorso le condizioni climatiche che pregiudicano la resa della coltura non sono previste, mentre nell'irrigazione ausiliaria si sa già quando la coltura avrà delle difficoltà, e quindi si apporta acqua al terreno per aiutarla.

#### Finalizzate alla coltivazione di colture non autoctone
L'irrigazione, evolvendosi nel corso della storia, ha permesso la messa a coltura di specie originarie di climi differenti da quello del terreno considerato, che altrimenti non permetterebbe la loro crescita.

#### Dilavante
Attuata nei terreni aridi, diluisce i sali minerali, i quali posseduti in quantità eccessiva dal terreno, sarebbero dannosi alla coltivazione.

#### Termica
L'acqua è in grado di accumulare ingenti quantità di calore: sfruttando tale proprietà è possibile riscaldare le piante, come nel caso di una risaia o di un prato marcitoio.

#### Climatizzante o antibrina
Sfruttando il calore liberato con la solidificazione dell'acqua, si mantengono gli organi vegetativi (in particolare le gemme) a una temperatura superiore a quella dell'aria, limitando enormemente i danni da brina. Tale sistema è utilizzato diffusamente ad esempio nelle piantagioni di mele in Alto Adige.

#### Sussidiaria
Al fine di integrare e coadiuvare l'effetto di un trattamento al terreno, come per diffondere un erbicida o per facilitare l'esecuzione di una lavorazione.

#### Pigmentante
Irrigazione che viene praticata, per esigenze commerciali, allo scopo di provocare il viraggio del colore della frutta (es. nei meleti del Trentino, 15 giorni prima della raccolta), in quanto l'evaporazione causa la diminuzione della clorofilla portando all'evidenziazione del pigmento (colore verde tipico).
A goccia vi è una macchina che fa uscire l'acqua in piccole gocce ma regolarmente.

## Il fabbisogno irriguo
Per calcolare il fabbisogno irriguo di un campo si sottraggono dagli apporti d'acqua annuali (piogge, risalita da falda, acqua trattenuta dal terreno) i fabbisogni idrici delle colture ottenendo in questo modo i fabbisogni irrigui netti, ai quali vanno aggiunte le perdite che si verificano nel corso dell'irrigazione.
In generale, i consumi d'acqua delle colture dipendono sostanzialmente da tre elementi:
- le condizioni climatiche, individuate da variabili come la temperatura e l'umidità dell'aria, l'irraggiamento solare e la ventosità;
- il grado di sviluppo della coltura e di copertura del suolo;
- l'evoluzione dinamica del tenore di umidità del suolo.

Una diffusa metodologia per valutare i fabbisogni irrigui massimi delle colture si basa sul calcolo del prodotto fra l'evapotraspirazione di riferimento ET0, che dipende dalle condizioni climatiche, e di un coefficiente colturale kc che rappresenta una misura del sviluppo vegetativo di una specifica coltura nelle diverse fasi fenologiche.
Conoscendo l'apporto di pioggia Pn al netto del quantitativo d'acqua intercettato dall'apparato fogliare, il fabbisogno irriguo massimo (Irr) è quindi definito nel seguente modo:
{\displaystyle Irr=ET_{0}\cdot k_{c}-Pn}
L'informazione relativa al coefficiente colturale kc è estremamente variabile, anche all'interno della stessa tipologia colturale, poiché dipende da numerosi fattori, quali data e densità di semina, apporto di sostanze nutrienti, natura dei suoli e pratiche agronomiche.
L'osservazione da satellite consente il monitoraggio dello sviluppo delle coperture vegetali, con grande dettaglio e precisione.
Da oltre due decenni, la superficie della Terra viene ripetutamente fotografata dallo spazio, grazie a satelliti artificiali dotati di "occhi" particolarmente potenti, in grado di eseguire un continuo monitoraggio dell'ambiente (acqua, suolo, atmosfera). L'evoluzione tecnologica di questi sensori consente oggi di rilevare dettagli di dimensione inferiore a 1 metro da un'altezza di oltre 700 km, utilizzando non soltanto il campo del visibile, ma anche l'infrarosso. Queste caratteristiche tecniche consentono di poter valutare lo sviluppo vegetativo delle colture, e quindi il valore del kc parcella per parcella.
La Facoltà di Agraria dell'Università di Napoli Federico II, in collaborazione con lo spin-off accademico Ariespace s.r.l., ha sviluppato un sistema basato sull'elaborazione di immagini satellitari per il calcolo dei fabbisogni irrigui denominato Irrisat (https://www.irrisat.com/). 
L'informazione è inviata automaticamente tramite una web-app direttamente alle aziende iscritte al servizio, le quali ricevono così un "consiglio irriguo" personalizzato e in tempo reale. In qualsiasi istante, ciascun utente iscritto può "osservare" i propri appezzamenti sull'immagine satellitare, disponendo di un personal computer o di un telefono cellulare di nuova generazione.
Si tratta di uno strumento innovativo per l'assistenza irrigua, realizzato mettendo insieme le informazioni ottenute dai satelliti e i nuovi mezzi di comunicazione.

## Attrezzature per l'irrigazione
Per il prelievo, trasporto e distribuzione dell'acqua, i moderni sistemi di irrigazione fanno uso di condotte, serbatoi, tubazioni, pompe, irrigatori e attrezzature accessorie (caricabotte, valvole, filtri, ecc.). Le pompe usate per il sollevamento dell'acqua dai pozzi possono essere emerse o sommerse; nel primo caso la pompa necessita di un tubo di aspirazione, che invece manca nella pompa sommersa.